# 公開実験
『公開実験』は、2017年にリリースされた3776のLINKモードに基づく３枚のCDであり、同年6月28日にミニアルバム『公開実験《山梨版》』『公開実験《静岡版》』が、8月30日にリミックス・アルバム『公開実験《LINK MIX》』が発売された  。

## 概要
- 2017年5月6日、「公開実験」と名付けられた3776のLINKモード初のライブが、富士川楽座で行われた。LINKモードとは、3776の静岡担当（井出ちよの）と山梨担当（広瀬愛菜－後に退身[3]）が、別々の場所で同一のタイトルながら異なるアレンジ・メロディ・歌詞の曲を同時に歌い、場所によっては一体化して聞こえるというライブ形式[4]。『公開実験《山梨版》』『公開実験《静岡版》』はこのときのそれぞれの担当のライブのセットリストを、スタジオで再現したものである[1]。
- 『公開実験《LINK MIX》』は『公開実験《静岡版》』『公開実験《山梨版》』の収録曲を、11人が曲ごとに、「ライブでの聴こえ方の一例」というコンセプトでステレオミックスしたものである[2]。ミックスする人選は、プロデューサーの石田彰によれば、直枝広政・掟ポルシェ・muramasaに声をかけたほかは、基本的に募集して応募のあった全員を採用したということである[5]。

## 収録曲
- 全作詞・作曲：石田彰

『公開実験《山梨版》』
1. 私のものです！《山梨版》
2. もうちょっとおやすみ《山梨版》
3. 桃としらすの歌《山梨版》
4. 見えない《山梨版》
5. 私のものです！《山梨版》[Instrumental]
6. もうちょっとおやすみ《山梨版》[Instrumental]
7. 桃としらすの歌《山梨版》 [Instrumental]
8. 見えない《山梨版》 [Instrumental]

『公開実験《静岡版》』
1. 私のものです！《静岡版》
2. もうちょっとおやすみ《静岡版》
3. 桃としらすの歌《静岡版》
4. 見えない《静岡版》
5. 私のものです！《静岡版》[Instrumental]
6. もうちょっとおやすみ《静岡版》[Instrumental]
7. 桃としらすの歌《静岡版》 [Instrumental]
8. 見えない《静岡版》 [Instrumental]

『公開実験《LINK MIX》』
1. 見えない《LINK MIX》Case of イトウヨシノリ
2. 桃としらすの歌《LINK MIX》 Case of S.A.L. as ROMANTIC PRODUCTION
3. 見えない《LINK MIX》 Case of OTONARISOUND
4. もうちょっとおやすみ《LINK MIX》 Case of 西中島きなこ
5. 桃としらすの歌《LINK MIX》 Case of ひろし/せまし
6. 私のものです！《LINK MIX》 Case of skddj
7. 見えない《LINK MIX》 Case of フカヲ
8. 私のものです！《LINK MIX》 Case of 直枝政広
9. もうちょっとおやすみ《LINK MIX》 Case of 掟ポルシェ
10. 桃としらすの歌《LINK MIX》 Case of motan
11. 見えない《LINK MIX》 Case of 永田壮一郎